# Gyrinus marinus
Gyrinus marinus ist eine Käferart aus der Familie der Taumelkäfer (Gyrinidae).

## Merkmale
Die Käfer erreichen eine Körperlänge von 4,5 bis 7 Millimetern. Ihr Körper ist an der Oberseite matt schwarz gefärbt; sie haben höchstens einen sehr schwachen metallischen Glanz. Die Unterseite ist ganz oder teilweise dunkel gefärbt und weist einen metallischen Schimmer auf. Die Deckflügel tragen kräftige, oft auch feine gleichmäßige Punktreihen. Diese sind innen etwas zarter und überall am Grund fein chagriniert (mit Narbenmuster). Die Spitze der Deckflügel ist nicht gerade abgestutzt. Basal befindet sich eine weitere kurze, schräge, aus drei Punkten bestehende Reihe neben dem Schildchen (Scutellum). Die Epipleuren sowohl des Halsschildes als auch der Deckflügel sind metallisch glänzend. Die Beine sind gelb, das Klauenglied ist braun.

## Vorkommen
Die Art ist vor allem in Nordeuropa verbreitet. Sie kommt von den Britischen Inseln über Dänemark, den Süden Norwegens, Schweden und Finnland (bis Lappland) bis in den Norden Russlands vor. Südlich reicht die Verbreitung von Frankreich über Belgien, die Niederlande, Deutschland, Österreich, Norditalien, Tschechien, die Slowakei und Polen nach Russland. Man findet die Art auch auf dem Balkan. In Mitteleuropa ist sie weit verbreitet, wobei sie im Norden häufig, im Süden dagegen selten auftritt. Zum "Meer" hat sie – entgegen dem Namen – keinen Bezug.